# Larissa Pereira
Larissa Pereira da Cruz, mais conhecida como Larissa ou Laryh (Ipiaú, 1 de novembro de 1987), é uma futebolista brasileira que atua como atacante. Atualmente joga pelo Santos.

## Carreira
Natural da Bahia, Larissa se mudou nova para o Rio de Janeiro e, com apenas 13 anos, já jogava entre as profissionais do Campo Grande. Atuando pelo clube, em 2008, contribuiu com 21 gols para a conquista do título do Campeonato Estadual do Rio de Janeiro.
Em 2010, integrou a equipe do CEPE-Caxias, pela qual marcou sete gols no estadual.
A partir de 2011 integrou a equipe feminina do Vasco da Gama, mas não foi considerada para a equipe titular do campeonato estadual nas temporadas de 2011 e 2012.
Ela também foi considerada para a Seleção Brasileira de Futebol para os Jogos Pan-Americanos de Guadalajara em 2011, mas acabou não sendo cortada da lista final.
No primeiro semestre de 2013, Larissa disputou a Copa do Brasil pelo Duque de Caxias e marcou cinco gols. Para o campeonato estadual seguinte retornou ao Vasco, onde foi utilizada regularmente a partir de então. Com sete gols em oito jogos, ela conquistou imediatamente seu segundo título de campeonato estadual. No primeiro campeonato nacional feminino seguinte, ela marcou um gol em quatro jogos. Ela também marcou um gol na Copa do Brasil de 2014.
Em seguida, mudou-se para o Botafogo, com quem voltou a conquistar o Campeonato Carioca em 2014, contribuindo com cinco gols em sete jogos. Ela marcou nove gols em doze jogos no Campeonato Brasileiro de 2014 e quatro gols na Copa do Brasil de 2015.
Em meados de 2015, Larissa transferiu-se para o Flamengo. Naquele ano, marcou quatro gols em seis jogos do Campeonato Carioca, da qual foi campeã e lhe garantiu o título com o terceiro clube pela terceira vez consecutiva. No Campeonato Brasileiro de 2015, porém, ela ficou sem gols e disputou apenas uma partida.
No ano seguinte, com oito gols em dez jogos, Larissa se tornou a artilheira do Flamengo, e vice-artilheira geral, no Campeonato Brasileiro de 2016 e, assim, tornou-se uma das principais atletas na conquista do título. No segundo jogo da final em São José do Rio Preto contra o Rio Preto EC, marcou o gol aos seis minutos de jogo para dar ao time uma vantagem de 1 a 0 e, assim, anular a vitória do Rio Preto por 1 a 0 no primeiro jogo. Ao mesmo tempo, foi o milésimo gol na história do Campeonato marcado. No final, o Flamengo conseguiu vencer a final graças à regra dos gols fora de casa, após o placar final ter sido de 2 a 1.
Em 2019, ficou na terceira colocação entre as maiores goleadoras do Campeonato Brasileiro Feminino, com 11 gols em 17 jogos. No mesmo ano, conquistou novamente o título do Campeonato Carioca, tendo feito dois gols na final, feito que lhe rendeu o prêmio de melhor em campo no jogo decisivo.
Em 2020, foi contratada pelo Santos e conquistou a Copa Paulista. Nesta passagem pelo clube, fez 26 jogos marcou nove gols.
Sua aparição pelo Avaí Kindermann contra o Napoli na décima primeira rodada da temporada de 2021, em 30 de maio de 2021, marcou sua 100ª participação em um jogo da primeira divisão brasileira. Pelo clube, disputou 20 jogos e marcou nove gols.
Em setembro de 2021, acertou com a Ferroviária até dezembro de 2022.
Em 2023, ajudou as Guerreiras Grenás na campanha do vice no Campeonato Brasileiro e atingiu a marca de 64 gols, sendo a segunda maior artilheira da história do Brasileiro. Naquele ano, finalizou a temporada com nove tentos e três assistências em 31 partidas.
Em 2024, foi contratada pelo São Paulo.
Em janeiro de 2025, acerta seu retorno às Sereias da Vila, com contrato até 31 de dezembro de 2025.

## Títulos
Campo Grande
- Campeonato Carioca: 2008

CEPE-Caxias
- Copa do Brasil: 2010

Vasco da Gama
- Campeonato Carioca: 2013

Botafogo
- Campeonato Carioca: 2014

Flamengo
- Campeonato Brasileiro: 2016[5]
- Campeonato Carioca: 2015, 2016, 2017, 2018, 2019

Santos
- Copa Paulista: 2020[7]

Ferroviária
- Copa Paulista: 2023[14]